# I Can
«I Can» (с англ. — «Я могу») — песня британской поп-группы Blue, представляющая страну на музыкальном конкурсе Евровидение 2011. Впервые в истории конкурса песня была выбрана BBC без проведения национального отбора либо привлечения жюри; официальное объявление песни-представителя произошло 29 января 2011 года в телепрограмме BBC News и на официальном сайте Евровидения. Сингл был издан 1 мая 2011 года для продаж в интернете и 2 мая в формате CD.

## Информация о песне
В эфире программы BBC Breakfast 9 февраля 2011 года, участники группы Blue подтвердили, что песня была написана до того, как они стали официальными представителями страны на конкурсе, и описали её как «микс из поп-музыки, гимна и типичного звучания Blue». 12 февраля 2011 группа отправилась в промотур, где выступила в качестве гостя во время отборочных концертов Евровидения в Испании и Мальте. Первое публичное исполнение песни состоялось 11 марта во время программы The Graham Norton Show. Видеоклип к песне «I Can» вышел 14 апреля 2011 года. Участники Blue снялись обнажёнными в фотосессии для британского журнала Attitude; они появились на обложке, а также журнал опубликовал промостатью об участии группы в конкурсе Евровидении.

## Позиции в чартах
| Чарт (2011)                                | Лучший результат |
| ------------------------------------------ | ---------------- |
| Австрия (Ö3 Austria Top 40)                | 8                |
| Бельгия/Фландрия (Ultratip Bubbling Under) | 17               |
| Бельгия/Валлония (Ultratip Bubbling Under) | 45               |
| Германия (GfK)                             | 7                |
| Ирландия (IRMA)                            | 34               |
| EHR                                        | 2                |
| M1                                         | 1                |
| Швейцария (Schweizer Hitparade)            | 8                |
| Великобритания (OCC UK Singles)            | 16               |

## Хронология релизоов
| Страна         | Дата       | Лейбл           | Формат               |
| -------------- | ---------- | --------------- | -------------------- |
| Великобритания | 1 мая 2011 | Polydor Records | цифровая дистрибуция |
| Великобритания | 2 мая 2011 | Polydor Records | CD сингл             |

## Список композиций
Цифровой EP
| №  | Название                      | Длительность |
| -- | ----------------------------- | ------------ |
| 1. | «I Can (StarSign Radio Edit)» | 3:01         |
| 2. | «I Can (Original Mix)»        | 3:09         |
| 3. | «I Can (Instrumental)»        | 3:01         |
| 4. | «I Can» (видеоклип)           | 3:13         |

CD сингл
| №  | Название                      | Длительность |
| -- | ----------------------------- | ------------ |
| 1. | «I Can (StarSign Radio Edit)» | 3:01         |
| 2. | «I Can (Funky Viva Remix)»    | 4:25         |
| 3. | «All Rise (Acoustic Version)» | 3:07         |